# 花盆村戏台及关帝庙
花盆村戏台及关帝庙，位于北京市延庆县千家店镇花盆村。

## 简介
花盆村戏台及关帝庙分别始建于清朝。花盆关帝庙的规模较大，布局十分严谨，造型优美而且保存完整，庙内的三国故事壁画，画工精湛，色彩鲜艳，人物造型生动，保存完整。
1995年至1996年、2008年，延庆县先后对花盆村戏台及关帝庙进行修缮。2011年，“花盆村戏台及关帝庙”被列为北京市文物保护单位。